# Diphthera
Diphthera é um gênero de traça pertencente à família Arctiidae.